# Oronsa (Schiff, 1906)
Die Oronsa war ein 1906 in Dienst gestelltes Passagierschiff der britischen Reederei Pacific Steam Navigation Company, das im Passagierverkehr von Großbritannien nach Südamerika eingesetzt wurde. Am 28. April 1918 wurde das Schiff im St.-Georgs-Kanal von einem deutschen U-Boot versenkt, wobei drei Menschen ums Leben kamen.

## Das Schiff
Das 8.075 BRT große, aus Stahl gebaute Dampfschiff wurde auf der Werft Harland & Wolff im nordirischen Belfast gebaut und lief am 26. Mai 1906 vom Stapel. Das 141,7 Meter lange und 17,1 Meter breite Passagier- und Frachtschiff hatte einen Schornstein, zwei Masten und zwei Propeller und wurde von zwei achtzylindrigen Vierfachexpansions-Dampfmaschinen angetrieben, die 1125 nominale PS leisteten und das Schiff auf bis zu 15,5 Knoten beschleunigen konnten. Die Oronsa war drei Decks hoch und hatte sieben wasserdichte Schotts.
Sie war das baugleiche Schwesterschiff der Ortega (I), die bereits am 22. März 1906 ebenfalls bei Harland & Wolff vom Stapel gelaufen war. Die Oronsa konnte 150 Passagiere Erster Klasse, 130 Zweiter Klasse und 800 Dritter Klasse an Bord nehmen. Am 16. August 1906 wurde sie ihren Eignern überstellt und am 13. September 1906 lief sie zu ihrer Jungfernfahrt von Liverpool nach Pernambuco (Brasilien), Montevideo (Uruguay) und Valparaíso (Chile) aus.
Am Sonnabend, dem 13. April 1918 lief die Oronsa in New York zur Rückfahrt nach Großbritannien aus. Sie kam aus Talcahuano und hatte unter anderem eine große Menge Zucker, Nitrate und Metall geladen. Das Kommando hatte Kapitän Frederick Holt Hobson. Die Oronsa war das führende Schiff eines aus 13 Dampfern bestehenden Geleitzugs mit dem Ziel Liverpool. Am 28. April 1918 befand sich das Schiff etwa 30 Meilen südlich von Holyhead und 12 Meilen westlich von Bardsey Island im St.-Georgs-Kanal, als es von dem deutschen U-Boot U 91 (Kapitänleutnant Alfred von Glasenapp) torpediert wurde.
Der Torpedo schlug an der Steuerbordseite zwischen den Frachträumen Nr. 3 und Nr. 4 ein. Es kam sehr schnell zu einer Explosion der Dampfkessel. Die Oronsa sank in wenigen Minuten (Position 52° 53′ N, 5° 5′ W); drei Besatzungsmitglieder kamen um. Die Oronsa war das größte von U 91 versenkte Schiff sowie das größte, das die Pacific Steam Navigation Company im Ersten Weltkrieg verlor.